# Igeltjärnarna (Floda socken, Dalarna)
Igeltjärnarna är en sjö i Gagnefs kommun i Dalarna och ingår i Dalälvens huvudavrinningsområde.